# 웅진로
웅진로(Ungjin-ro)는 충청남도 공주시 금학동금학교차로에서 공주시 신관동 전막교차로를 잇는 충청남도의 도로이다. 

## 주요 경유지
충청남도
- 공주시 (금학동 . 중학동 . 웅진동 . 신관동)

## 노선
| 이름              | 접속 노선              | 소재지          | 소재지             | 비고                                       |
| 우금티로와 직결   | 우금티로와 직결        | 우금티로와 직결 | 우금티로와 직결    | 우금티로와 직결                            |
| ----------------- | ---------------------- | --------------- | ------------------ | ------------------------------------------ |
| 금학 교차로       | 우금티로               | 공주시          | 금학동             |                                            |
| 금학교            |                        | 공주시          | 금학동             |                                            |
| 공주교육대학교    |                        | 공주시          | 중학동             |                                            |
| 시청앞            | 봉황로                 | 공주시          | 중학동             |                                            |
| 선인교            |                        | 공주시          | 중학동             |                                            |
| 의료원삼거리      | 감영길                 | 공주시          | 웅진동             |                                            |
| 중동 교차로       | 무령로                 | 공주시          | 웅진동             |                                            |
| 공산성회전 교차로 | 국도 제40호선 (왕릉로) | 공주시          | 웅진동             | 국도 제40호선 구간                         |
| 금강교            |                        | 공주시          | 웅진동             | 국도 제40호선 구간 금학동 방면만 통행 가능 |
| 금강교            | 신관동                 | 공주시          |                    | 국도 제40호선 구간 금학동 방면만 통행 가능 |
| 전막 교차로       | 국도 제32호선 (금벽로) | 공주시          | 국도 제40호선 구간 |                                            |
| 전막1길과 직결    |                        |                 |                    |                                            |

## 주요건물및 시설
- 공주교육대학교 (웅진로 27/봉황동 376)
- 농협 공주농협 봉황지점 (웅진로 83/중학동 227-3)
- GS25 공주고점 (웅진로 94/중학동 143-12)
- 미니스톱 공주사랑점 (웅진로 122/중동 328)
- 농협 공주시지부 (웅진로 147/중동 180)
- LG유플러스 중동초등학교점 (웅진로 148/중동 222)
- 던킨도너츠 공주중동점 (웅진로 162/중동 67-7)
- 파리바게뜨 공주중앙점 (웅진로 170/중동 73-6)
- 뚜레쥬르 공주중앙점 (웅진로 173/중동 128-4)
- 새마을금고 백제 새마을금고 본점 (웅진로 201/산성동 180-17)
- 새마을금고 웅진 새마을금고 산성지점 (웅진로 219/산성동 170-10)
- 공산성 (웅진로 280/금성동 65-3)